# Sonoita (Arizona)
Sonoita es un lugar designado por el censo ubicado en el condado de Santa Cruz en el estado estadounidense de Arizona. En el Censo de 2010 tenía una población de 818 habitantes y una densidad poblacional de 29,92 personas por km².

## Geografía
Sonoita se encuentra ubicado en las coordenadas 31°39′56″N 110°38′21″O / 31.66556, -110.63917. Según la Oficina del Censo de los Estados Unidos, Sonoita tiene una superficie total de 27.34 km², de la cual 27.33 km² corresponden a tierra firme y (0.05%) 0.01 km² es agua.

## Historia
La zona fue vendida por México en 1854 a los EE.UU, construyéndose dos años después un fuerte, que fue destruido por los apaches el 17 de febrero de 1865.

## Demografía
Según el censo de 2010, había 818 personas residiendo en Sonoita. La densidad de población era de 29,92 hab./km². De los 818 habitantes, Sonoita estaba compuesto por el 92.3% blancos, el 0.37% eran afroamericanos, el 1.22% eran amerindios, el 1.1% eran asiáticos, el 0% eran isleños del Pacífico, el 3.67% eran de otras razas y el 1.34% pertenecían a dos o más razas. Del total de la población el 14.67% eran hispanos o latinos de cualquier raza.